# Голі (Массачусетс)
Голі (англ. Hawley) — місто (англ. town) в США, в окрузі Франклін штату Массачусетс. Населення — 353 особи (2020).

## Демографія
Згідно з переписом 2010 року, у місті мешкало 337 осіб у 128 домогосподарствах у складі 85 родин. Було 198 помешкань
Расовий склад населення:
| - 97,3 % — білих - 1,2 % — азіатів - 0,6 % — корінних американців - 0,3 % — чорних або афроамериканців |

До двох чи більше рас належало 0,6 %. Частка іспаномовних становила 1,5 % від усіх жителів.
За віковим діапазоном населення розподілялося таким чином: 15,7 % — особи молодші 18 років, 62,3 % — особи у віці 18—64 років, 22,0 % — особи у віці 65 років та старші. Медіана віку мешканця становила 48,7 року. На 100 осіб жіночої статі у місті припадало 101,8 чоловіків;  на 100 жінок у віці від 18 років та старших — 95,9 чоловіків також старших 18 років.
Середній дохід на одне домашнє господарство  становив 80 444 долари США (медіана — 66 250), а середній дохід на одну сім'ю — 92 930 доларів (медіана — 78 438). Медіана доходів становила 47 344 долари для чоловіків та 42 045 доларів для жінок. За межею бідності перебувало 8,0 % осіб, у тому числі 8,6 % дітей у віці до 18 років та 1,9 % осіб у віці 65 років та старших.
Цивільне працевлаштоване населення становило 216 осіб. Основні галузі зайнятості: освіта, охорона здоров'я та соціальна допомога — 24,5 %, мистецтво, розваги та відпочинок — 19,9 %, роздрібна торгівля — 15,3 %.